# Rosenrot (skladba)
Rosenrot (německy Růžovo-rudá) je singl německé industrial metalové skupiny Rammstein. Byl vydán 16. prosince 2005.
Píseň se inspirovala příběhem Schneeweißchen und Rosenrot od bratří Grimmů a básní Heidenröslein od Goetha (již dříve jeho báseň Erlkönig posloužila jako námět k písni Dalai Lama). Ve videoklipu skupina vystupuje jako duchovenstvo, účastnící se vesnické hostiny. Jeden z kněžích (Till Lindemann) se zamiluje do vesnické dívky, na jejíž přání zabije její rodiče. Je však zrazen a upálen.
Kvůli brutálním scénám byl videoklip cenzurován, píseň má své místo na kompilaci Made in Germany 1995-2011.

## Tracklist
1. Rosenrot (Single Edit) – 3:47
2. Rosenrot (Tweaker Remix) od Chrise Vrenny – 04:34
3. Rosenrot (Northern Lite Remix) od Northern Lite – 04:45
4. Rosenrot (3am Na Cosy Remix) od Jagz Kooner – 04:50